# Beatriz Susana Vettori
Beatriz Susana Vettori (Coronel Domínguez, 22 de febrer de 1937 - Rosario, 22 de gener de 2016) va ser una artista plàstica, docent argentina. Va realitzar composicions i representacions d'obres teatrals, musicals i artístiques, incloent a compositors, actors, músics, conferenciants, pintors, artistes plàstics etc, i consultories sobre docència i art.

## Biografia
De petita la seva família es va mudar a la propera ciutat de Rosario, província de Santa Fe; va ser docent del Col·legi de la Misericòrdia de Rosario, sent pionera a la ciutat de la filosofia creada per Sir Herberd Read "Educació per l'art", constituint al Atelier d'Educació Creadora.
Va afirmar el cineasta de Rosario Mario Piazza (1959)
| « | «Va ser un fet molt afortunat per a mi que, al voltant de 1986, la professora Beatriz Vettori em demanés que filmés algunes entrevistes amb els ex-alumnes i els mestres de l'Escola d'Olga i Leticia Cossettini perquè d'aquesta manera vaig prendre coneixement d'aquesta meravellosa experiència educativa esdevinguda a la meva pròpia ciutat, i vaig entrar en contacte amb els seus protagonistes», afirma Mario Piazza, director de la pel·lícula La escuela de la señorita Olga. | » |

En 2006, va realitzar el Taller Arte y Vida.

## Obra
- 2014. Educación por el arte : Educación inicial. Quefer educatiu 55: 60-62

- 1990. PENSAMIENTO, CREATIVIDAD Y EDUCACIÓN POR EL ARTE. Amb Jorge Sinópoli i Élida Noceti. The University of Geòrgia, Franklin College of Art & Sci. Department of Art.

### En congressos
- 1987. “Educación, arte y creatividad”. Congreso Internacional de Educación por el Arte “Discurso de apertura”. Santiago de Xile.

- 1982. “El niño y su arte”. II Jornades Interdisciplinàries sobre Minoritat. Rosario.[9]

## Honors

### Com a membre
- del Consell Mundial d'INSEA - Societat Internacional d'Educació per l'Art - Organisme Consultiu de la UNESCO[10] En 2010 la hi homenatja per haver estat la 1er representant Llatinoamericà a l'INSEA.[11]

- 1964: I.N.S.E.A. Societat Internacional d'Educació.[12]